# صموئيل فرانسيس دو بونت
صموئيل فرانسيس دو بونت (بالإنجليزية: Samuel Francis Du Pont)‏ (و. 1803 – 1865 م) هو ضابط أمريكي، توفي في فيلادلفيا، عن عمر يناهز 62 عاماً.

## الخدمة العسكرية
خدم في بحرية الولايات المتحدة.

## روابط خارجية
- صموئيل فرانسيس دو بونت على موقع الموسوعة البريطانية (الإنجليزية)